# Valdepiélago
Valdepiélago – gmina w Hiszpanii, w prowincji León, w Kastylii i León, o powierzchni 56,81 km². W 2011 roku gmina liczyła 361 mieszkańców.